# عدل
العدل اسم لأمر المتوسط بين الإفراط والتفريط. ومن ذلك نجد وصف الإنسان المعتدل في السياسة أو التدين. وقال الراغب العدالة والمعدلة لفظ يقتضي المساواة. والعدل والعدل [بالكسر] متقاربان لكن العدل يستعمل فيما يدرك بالبصيرة كالأحكام، والعدل فيما يدرك بالحاسة كالموزون والمعدود والمكيل. والعدل التقسيط على سواء، وعليه روي «بالعدل قامت السموات والأرض» تنبيها على أنه لو كان ركن من الأركان الأربعة في العالم زائدا على الآخر أو ناقصا على مقتضى الحكمة، لم يكن العالم منتظمًا. وقال التفتازاني العدل بالفتح المثل من غير الجنس، وبالكسر المثل من الجنس.

## تقسيم
العدل ضربان:
- عدل مطلق يقتضي العقل حسنه، ولا يكون في شيء من الأزمنة منسوخًا كالإحسان إلى من أحسن إليك، وكف الأذى عمن كف أذاه عنك،

- وعدل يعرف كونه عدلا بالشرع ويمكن نسخه في بعض الأزمنة كالقصاص وأروش الجنايات وأخذ مال المرتد.[1]

## العدالة
العدل نعت من العدالة وهي لغةً الاستقامة. وشرعًا الاستقامة في طريق الحق بتجنب ما هو محظور في دينه. وقيل صفة توجب مراعاتها التحرز عما يخل بالمروءة عادة ظاهرًا فالمرة الواحدة من صغار الهفوات وتحريف الكلام لا تخل بالمروءة ظاهرًا لاحتمال الغلط والسهو والتأويل بخلاف ما إذا عرف منه ذلك وتكرر فيكون الظاهر الإخلال، ويعتبر عرف كل شخص وما يعتاد في لبسه. وفي جمع الجوامع وشرحه هي ملكة راسخة في النفس
والعدالة واجبة في مجالين هما: القانون والأخلاق. والفرق بينهما أن العدالة القانونية يمكن الحصول عليها بالتخاصم إلى القضاء، أما العدالة التي تطلب أخلاقيًا فالإلزام بها أدبي من ضمير المرء وتدينه والجزاء فيها معلق وفق اعتقاد المؤمنون غالبًا إلى اليوم الآخر.

## العدالة في القانون
العدل النظري له تطبيق عملي في الحكم وفي القضاء وكلاهما ينظمه النصوص القانونية التي تبنى على قيم وعرف ودين المجتمع وتصبح معيارًا يرجع إليه القاضي والخصوم، والحاكم والمحكوم وبهذا تختلف عن أوجه أخرى من العدالة المطلوبة أخلاقيًا ويصعب ضبطها قانونيًا كالعدل بين الأبناء أو العدل بين الزوجات، كما في الحديث «إذا كان عند الرجل امرأتان فلم يعدل بينهما جاء يوم القيامة وشقه ساقط»

## معان أخرى للفظ (عدل)
- عدل بربه: أشرك. لأنه ساوى به غيره

- عدل عن رأيه: رجع عنه

- عدل إلى الشيء: أقبل إليه بعد أن أعرض عنه[5]